# ウィリアム・ジョージ・ファスティー
ウィリアム・ジョージ・ファスティー（William George Fastie、1916年12月6日 - 2000年7月14日）は、アメリカの光学物理学者・分光学者。ジョンズ・ホプキンズ大学の1950年代後半の宇宙計画に参加した。

## 幼年
ファスティーはウィリアム・フェルディナンドとキャロライン・ファスティーの4人の子供の1人である。1934年から1941年まで、ジョンズ・ホプキンズ大学に在籍した。はじめは夜間部で、のちに大学院生として物理学を学んだ。オーガスト・ハーマン・プント、ロバート・ウィリアム・ウッド、ゲアハルト・ハインリヒ・ディーケに指導を受けた。

## 経歴

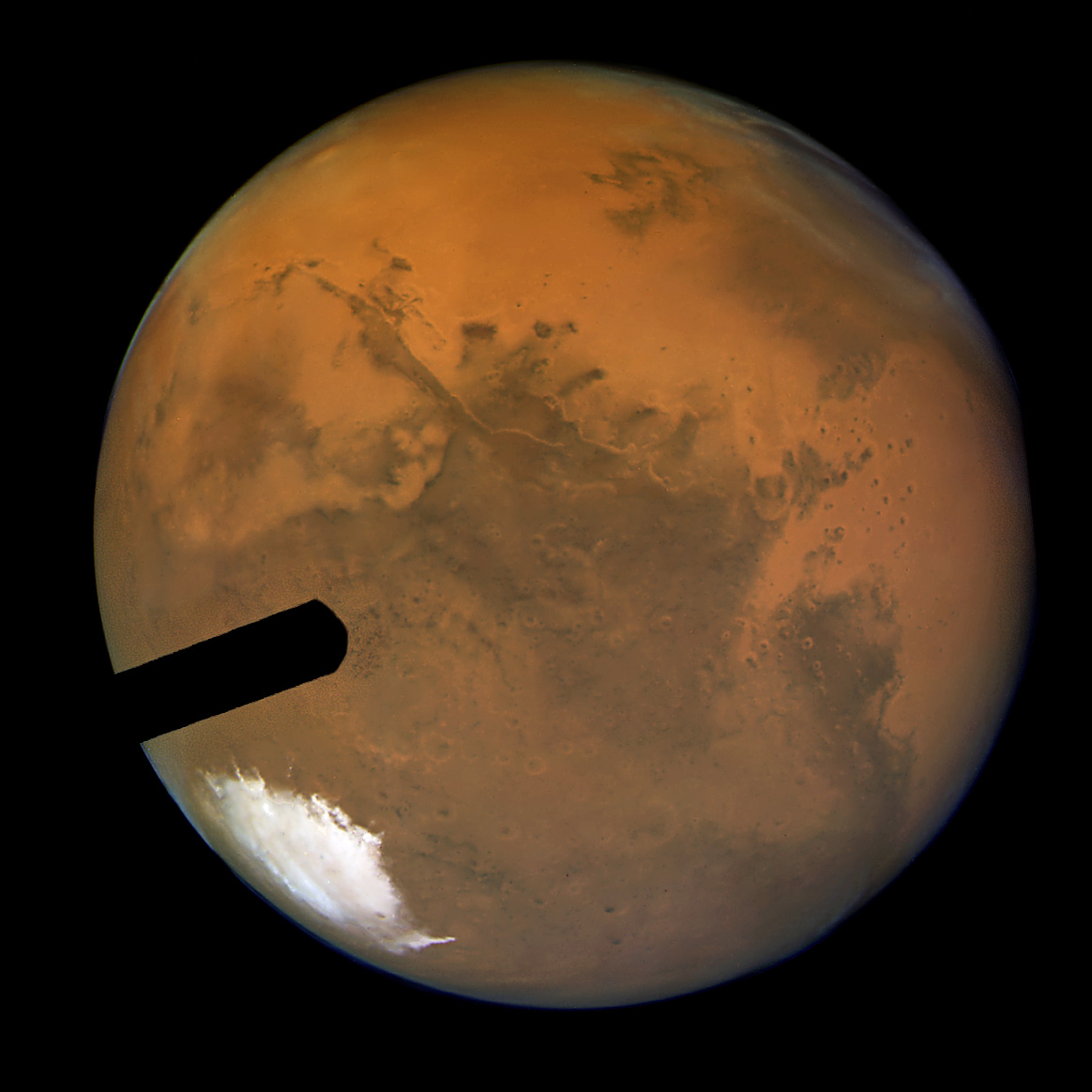
ハッブルのACS/HRCが2003年に反対に来た時に火星を撮影しているところを、地球から最も鮮明な可視光色(RGB)で撮影したもの。1ピクセルが約8kmであり、様々な火星のクレーターと模様が明らかになった。ACSのファスティーフィンガーは左からくる光を防いでいる

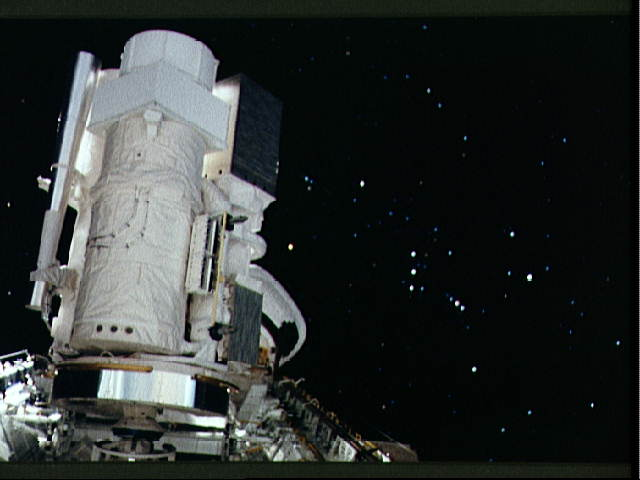
1990年に行われたスペースシャトルのミッションSTS-35で、宇宙空間のアストロ1に乗るホプキンズ紫外線望遠鏡

第二次世界大戦中、赤外検出器の開発にかかわる物理学科で仕事をしていた。大戦が終わるころにはリーズアンドノースラップに研究物理学者として参加していたが、1951年に物理学教授のジョン・Ｄ・ストロングに誘われジョンズ・ホプキンズ大学に戻った。
最初の論文は分光器の新たな設計についてであり、現在でもその分光器には彼の名前がついている。スプートニク1号の発射に際して、宇宙からの分光の可能性を感じ、ホプキンス大学でこの考えを進展させる計画を始めた。はじめは地球の高層大気の分光分析に専念していたが、精密に照準を合わせた望遠鏡を用いて本格的な天体計画へとすぐに計画を広げた。
1967年のマリナー5号の金星でのフライバイ、1969年のマリナー6号と7号の火星でのフライバイに貢献した。また、1972年にアポロ17号で行われた紫外線分光実験は1952年にファスティーが設計したものが使用された。現在、エバート・ファスティー分光器として知られているものは、ハーマン・エバートが1900年代初めに作成した設計に似ている。1960年代には関心が天文学に移り、いくつもの精密指向性望遠鏡を設計した。その設計は現在でも観測ロケットに用いられている。
1977年にNASAはファスティーをハッブル宇宙望遠鏡科学ワーキンググループの一員に指名した。1979年に天文学の研究のための大学協会はジョンズ・ホプキンズ大学を宇宙望遠鏡科学研究所の本拠地とすることを提案した。ファスティーはこの提案に対し、詳細な構成を提供した。チェサピーク湾における生物発光も彼の興味に入り、分光器の新たな設計の開発に組み込まれた。
1982年にジョンズ・ホプキンズ大学を退官したが、その後15年にわたり同大学で働き続けた。  1990年12月と1995年3月にスペースシャトルで使われた ホプキンズ紫外線望遠鏡の設計に貢献した。
彼にちなみ、望まない明るい天体の光源をマスキングするために使用されるACSの装置はファスティー・フィンガーと呼ばれている。

## 個人生活
ファスティーと妻フランシスは2人の息子と1人の娘をもった。
肺炎のため、2000年7月14日にボルチモアで死去した。